# Dots per inch
DPI (произносится как ди-пи-ай) — сокращение для англ. dots per inch, количество точек на дюйм.

## Применение
Применяется для указания разрешающей способности при вводе или выводе информации с/на плоский носитель. Измеряется числом точек, приходящихся на линейный дюйм поверхности. Например обозначение 600×300 DPI для принтера означает, что его разрешающая способность равна 600 точек по горизонтали и 300 точек по вертикали на квадрате размером 1 дюйм на 1 дюйм.
1DPI = 1PPI (пикселей на дюйм) для принтера, использующего смешивание красок при печати. В случае, если принтер печатает без смешивания красок, DPI = N*PPI, где N — кол-во цветов, используемое при печати. Этим отличаются струйные принтеры от фотомашин.
При печати изображения правильно использовать термин DPI или LPI, если речь идёт об офсетном способе печати. Реально LPI должен интересовать калибровщика принтера и персонал сервис центров, а не оператора.
Также у сканеров в характеристиках производители указывают на DPI, как на разрешающую способность, но сканер в действительности точки (dots) никуда не ставит и правильнее использовать пиксели на дюйм (PPI).

## Взаимосвязь с другими терминами
Одна растровая точка принтера или фотоавтомата рисуется множеством мельчайших точек — вспышек лазерного луча. Количество таких вспышек на дюйм есть величина DPI. Количество растровых точек на дюйм, отрисованных такими вспышками, есть величина PPI. Чем больше отношение PPI к DPI, тем качественнее получается изображение растровой точки и тем больше вычислительные затраты на её вывод. Нормальным можно считать отношение PPI к DPI не менее 16. Тогда одна растровая точка будет рисоваться квадратом из 16 на 16 вспышек лазера принтера.
PPI (англ. pixels per inch) — количество пикселей изображения на единицу размера (на дюйм).
То, что называется разрешением электронной версии файла, на самом деле является параметром PPI — количество пикселей на линейный дюйм.
LPI (англ. lines per inch) — количество линий на линейный дюйм.
То, что называется разрешением печати лазерных принтеров, на самом деле является количеством линий на линейный дюйм LPI. Величина LPI в настройках драйвера принтера или фотоавтомата определяет количество рядов растровых точек на дюйм изображения на оттиске, выданном принтером или фотоавтоматом.
SPI (англ. spots per inch) — количество элементарных пятен на линейный дюйм.
Но на самом деле это количество элементарных точек, которые выводит принтер обычно на порядок выше, чем LPI.
Это требуется для того, чтобы получить возможность печати градиентов: для отображения одной серой точки используется некий шаблон, состоящий только из чистых черных точек и пустоты — бумаги.
PPI представляют собой конечный результат работы сканера, в то время как SPI являются частью процесса, используемого сканером в работе. Эти два числа представляют количественно одно и то же. Типичное отсканированное изображение оттиска офсетной печатной машины форматом 4 х 5 дюймов может сканироваться с разрешением 225 SPI, а конечный файл имеет разрешение 225 PPI.